# Lóci játszik
A Lóci játszik 2014 óta működő, egyszeres Fonogram díjas magyar pop- és rockegyüttes. Eredetileg Csorba Lóránt egyszemélyes produkciójából nőtte ki magát hattagú együttesnek. Az együttes a Nem táncolsz jobban, mint én című dalával vált ismertté, amelynek egyik átirata a Strand Fesztiválon az esemény himnuszává vált. A zenéjüket leginkább az akusztikus szólam jellemzi (erős gitárjáték, gazdag szövegvilág és zenei kiegészítések).

## Története

### Az alapító, Csorba Lóránt előélete
1986-ban született Zenta városában. Hatéves korában a szüleivel együtt a délszláv háború következtében átköltöztek Budapestre. Már nagyon fiatal korában megmutatkozott a zene iránti érdeklődése. Főleg az 1960-as évek hippi korszak előadói voltak rá nagy hatással. Legtöbb esetben egy vacsoráért cserébe is zenéltek az édesapjával. Később az Eötvös Loránd Tudományegyetem filmtörténeti, illetve portugál nyelv és irodalom szakán végzett.
Zenei pályafutását 16 éves korában kezdte el a Műszaki Hiba nevű zenekarban, amely a Bikini, a Heaven Street Seven és a Hiperkarma előtt lépett fel. Később Tamás Lászlóval kötött szorosabb ismeretséget a Beatles iránti rajongásuknak köszönhetően.

### A zenekar története
2011-ben először csak saját maga alkotta a formációt, amelyhez később csatlakozott Dobozy Ágoston billentyűs is. Ez lett a Grand Hotel Budapest nevű bulizenekar. 2014-ben ehhez csatlakozott később Fülöp Bence gitáros is és így alakult meg a Lóci játszik nevű formáció. Első koncertjükre 2014 decemberében került sor. Abban az évben két siker hozta meg nekik a hírnevüket: egyrészt a 2014-es Ki Mit Tube tehetségkutató, amelyben Csorba Lóci Szeder-Szabó Krisztina közreműködésével előadta Szociálisan érzékeny dal című szerzeményt, amellyel a döntőbe is bejutottak. Később a Cseh Tamás-program keretén belül is elismerést kapott. Közreműködött Reisz Gábor bemutatkozó filmje, a Van valami furcsa és megmagyarázhatatlan zenéjében.
2015 során megjelent első albumuk a Golden Record kiadó gondozásában, a Hadd legyek arról híres.... Az az évi fesztiválszezonban a Margaret Island előzenekara volt. 2016-ban jelent meg nagy sikerű slágerük, a Nem táncolsz jobban mint én. Ennek a dalnak az egyik átirata lett a következő évi Strand Fesztivál himnusza. Ezenkívül 2016-ban megnyerték a Veszprémi Utcazene Fesztivál közönségdíját.
2017-ben az együttes a Fonogram "Az év felfedezettje" díjat szerezte meg, és megnyerte a Nagy-Szín-Pad versenyt is. Így azon az éven a Sziget fesztiválon Pink előtt lépett fel, majd a Strand Fesztiválon a Bastille előtt. Ez évben megjelent a Krokodil című albumuk is.
2019-ben kiadták a Rózsa utca albumukat, Csorba Lóci pedig a Seveled című film zenéjén dolgozott. Utóbbi munkáért Csengery Dániellel együtt 2020-ban a Magyar Filmdíj gálán a Legjobb zeneszerző kategória jelöltjei lettek. 2021-ben az együttes a Panelparadicsom videoklipjük a Magyar Klipszemlén a legjobb performansznak járó díjban részesült.
2022-ben kiadták a Színes, magyarul beszélő albumukat.

## Tagok
Jelenlegi tagok
- Csorba "Lóci" Lóránt (frontember)
- dr. Dobozy Ágoston
- Fülöp Bence
- Fábián Tibor
- Vadász Gellért
- Rácz Dániel

Korábbi tagok
- Seress Bence

## Diszkográfia

### Albumok[8]
| Év   | Album                     |
| ---- | ------------------------- |
| 2015 | Hadd legyek arról híres   |
| 2017 | Krokodil                  |
| 2019 | Rózsa utca                |
| 2022 | Színes, magyarul beszélő  |
| 2023 | 80 nap alatt a Föld körül |

### Kislemezek[10]
| Év   | Dal                                                                     | Album                    |
| ---- | ----------------------------------------------------------------------- | ------------------------ |
| 2016 | Nem táncolsz jobban, mint én                                            | Krokodil                 |
| 2017 | Nem strandolsz jobban, mint én (Strand Fesztivál 2017 Official Himnusz) | -                        |
| 2017 | Nem táncolsz jobban (Summer Mix)                                        | Krokodil                 |
| 2017 | Annak Jobb (Radio Edit)                                                 | Krokodil                 |
| 2018 | Szív-Láb-Dob                                                            | -                        |
| 2018 | Szív-Láb-Dob (Radio Edit)                                               | -                        |
| 2019 | Az én csajom                                                            | Rózsa utca               |
| 2019 | A plakát                                                                | Rózsa utca               |
| 2019 | Minden úgy jó ahogy van                                                 | Rózsa utca               |
| 2019 | Panelparadicsom                                                         | Rózsa utca               |
| 2020 | Nyugi haver                                                             | Színes, magyarul beszélő |
| 2020 | Nekem a karácsony                                                       | -                        |
| 2021 | Hiányzol, hiányzol, hiányzol                                            | Színes, magyarul beszélő |
| 2021 | Bánat, oh                                                               | Színes, magyarul beszélő |
| 2021 | Mikor lesznek gyerekeid?                                                | Színes, magyarul beszélő |
| 2021 | Betti's Tune                                                            | Színes, magyarul beszélő |
| 2021 | Mutasd a hangod!                                                        | -                        |
| 2021 | Túl sok a városban a diszkó                                             | Színes, magyarul beszélő |
| 2021 | Gedeon                                                                  | Színes, magyarul beszélő |
| 2022 | Nem szívvel akarni                                                      | Színes, magyarul beszélő |
| 2022 | Szívatnak a dolgaid                                                     | Színes, magyarul beszélő |

### Közreműködések
| Év   | Album                                               | Megjegyzés                       |
| ---- | --------------------------------------------------- | -------------------------------- |
| 2014 | VAN valami furcsa és megmagyarázhatatlan (filmzene) | Csorba Lóránt közreműködik benne |
| 2019 | Seveled (filmzene)                                  | Csorba Lóránt közreműködik benne |

## Díjak és jelölések
- Ki Mit Tube döntős (2014)[11]
- Cseh Tamás-program elismerése (2014)
- Veszprémi Utcazene Fesztivál közönségdíja (2016)[12]
- Fonogram díj az év hazai felfedezettjének (2017)[13]
- Nagy-Szín-Pad tehetségmutató verseny (2017)[14]
- III. Petőfi Zenei Díj gála Az év dala kategória jelöltje (2018)
- Magyar Filmdíj a legjobb zeneszerzőnek díj jelöltje (2020) (Csorba Lóci és Csengery Dániel)
- Az év performansza a Magyar Klipszemlén (2021)

## Hatással volt rájuk
Az együttes tagjaira (különösen Csorba Lócira és Fülöp Bencére) az alábbi előadók voltak hatással:[forrás?]
- The Beatles (különösképpen Paul McCartney)
- Jimi Hendrix
- The Doors
- Deep Purple
- Guns N' Roses
- AC/DC